# Minyons de Terrassa
|  | Per a altres significats, vegeu «Minyons». |

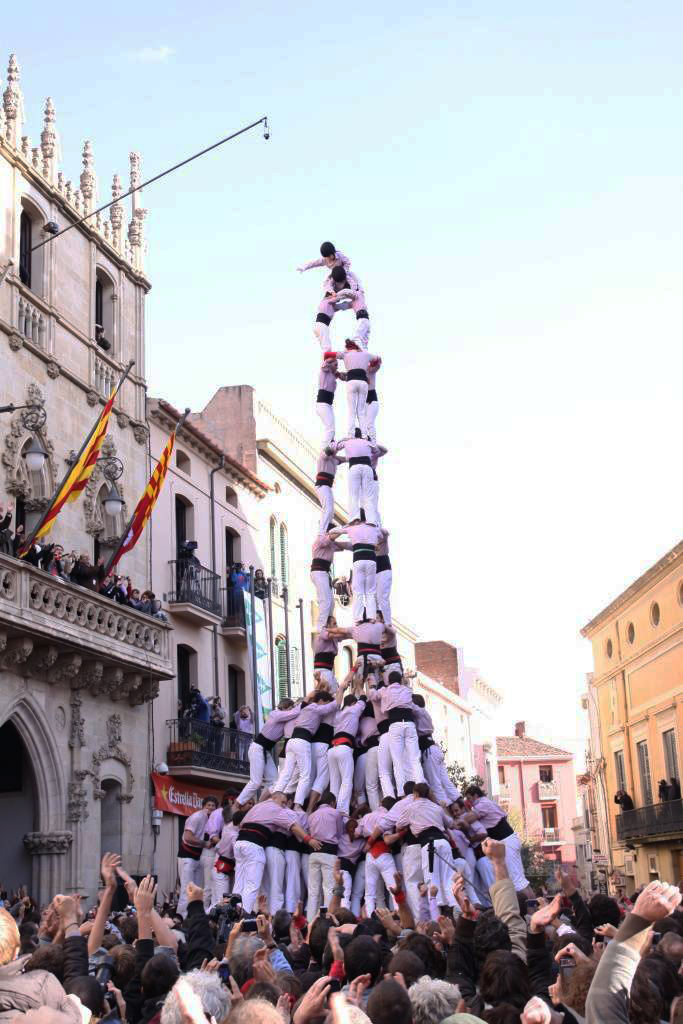
3 de 10 amb folre i manilles carregat pels Minyons. Terrassa, 2010

Els Minyons de Terrassa és una colla castellera creada el 21 de juny del 1979 i presentada el 14 de juliol del mateix any. Amb el malva com a color distintiu de la seva camisa, els Minyons van eixamplar el ja bicentenari circuit casteller, incorporant-hi, a ple dret, la comarca del Vallès Occidental i el municipi de Terrassa, ciutat en aquell moment sense cap tradició en l'art de fer castells i que, en poc temps, els èxits dels Minyons ja van convertir en centre de referència obligada pels afeccionats de tot el món casteller. Els Minyons són la més veterana de les dues colles castelleres existents a la localitat egarenca (l'altra són els Castellers de Terrassa, fundada l'any següent partint d'una escissió dels Minyons). Des del 2024 tenen la seu a Cal Reig, al carrer Mare de Déu dels Àngels. Anteriorment, l'havien tingut a la casa Jacint Bosch, un edifici modernista del carrer del Teatre.

## Història

### Els inicis (1979-1987)
A la primavera de 1979 es van fer impulsat per Josep Anton Falcato, uns primers castells de manera informal, a l'ocasió d'una diada del Centre Excursionista. membres d'aquesta entitat amb en Josep Antoni Falcato al davant -jove que havia format part dels Castellers de Sitges-, es van proposar de fer alguns castells. Ja el juliol del mateix any es va fer la primera representació pública.
A la seva segona temporada, tot i patir una davallada considerable d'efectius deguda a una escissió, aconseguiren descarregar tota la gamma bàsica de castells de set (3 de 7, 4 de 7, 5 de 7 i 4 de 7 amb l'agulla). A mitjans de la temporada del 1981, ja es corona el 2 de 7, i l'any següent, el 1982, els Minyons carreguen el seu primer castell de 8: el 4 de 8. El 24 de setembre de 1983, en la diada de la Mercè, a la plaça de Sant Jaume de Barcelona descarreguen el seu primer 4 de 8.
El 1987 assoleixen dues construccions noves: el 2 de 8 amb folre el carreguen per primera vegada el 30 d'agost a Vilafranca del Penedès, en la diada de Sant Fèlix, i el descarreguen el 15 de novembre del mateix any a Terrassa en la IX Diada dels Minyons de Terrassa, actuació en què també descarreguen per primer cop, i al primer intent, el 5 de 8. Juntament amb un 3 de 8 fan la millor actuació de la colla fins al moment.

### Els castells de 9 (1988-1992)
L'any 1988 la colla malva aconsegueix carregar el pilar de 6 i el 3 de 9 amb folre, castell que seria descarregat l'any següent en la que ja s'ha convertit en una cita imprescindible del calendari casteller: la Diada de la Colla dels Minyons de Terrassa, celebrada anualment el tercer diumenge de novembre al Raval de Montserrat de Terrassa.

### Temporada de somni (1998)
L'any 1998, i com a resultes d'aquestes darreres temporades marcades per l'alt nivell tècnic assolit, els Minyons de Terrassa realitzen una campanya realment impressionant, amb un nombre elevadíssim de castells d'alt nivell. Així, el mes de maig ja aconsegueixen un 3 de 9 amb folre, fins llavors el més matiner de la història, castell que repetiran fins a 11 ocasions, entre les quals destaca el realitzat el 27 de juny del 1998 en un marc inèdit: Perpinyà, a la Catalunya Nord, en una actuació amb les colles més importants del país. Amb aquest castell, els Minyons es converteixen en la primera colla que planta un castell de nou fora del principat.
En els dos darrers mesos del 98, els Minyons estrenaran cinc construccions. Primer el 4 de 8 amb l'agulla i el pilar de 6 descarregat. I una setmana després, el 25 d'octubre, a la diada de Sant Narcís de Girona, en una actuació que ja ha esdevingut històrica, els Minyons aconsegueixen recuperar, i descarregar, un altre mite de l'imaginari col·lectiu: el 4 de 9 net o sense folre, que només s'havia completat un sol cop el 1881, castell que pot considerar-se tècnicament el més difícil que s'ha completat en tot el segle xx. Aquell mateix dia tanquen l'exhibició descarregant, també de forma magistral, el primer pilar de 7 amb folre.
Però l'afany de superació i el treball de la colla no acaben aquí, ja que al cap d'un mes, el 22 de novembre, en la memorable Diada de la Colla del 1998, els Minyons descarreguen a la plaça Vella de Terrassa la construcció humana més gran mai vista, un castell de deu pisos: el 3 de 10 amb folre i manilles, un colós que, exceptuant els mateixos Minyons, fins quinze anys després cap altra colla va poder descarregar (2013).

### Actualitat (1999-fins avui)

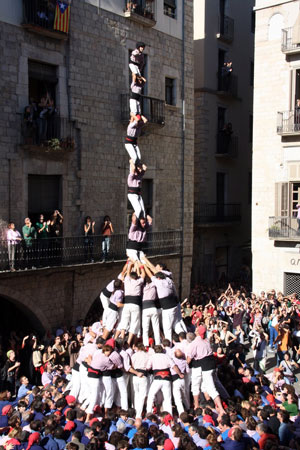
Primer pilar de 8 amb folre i manilles descarregat. Girona, 26 d'octubre del 2008

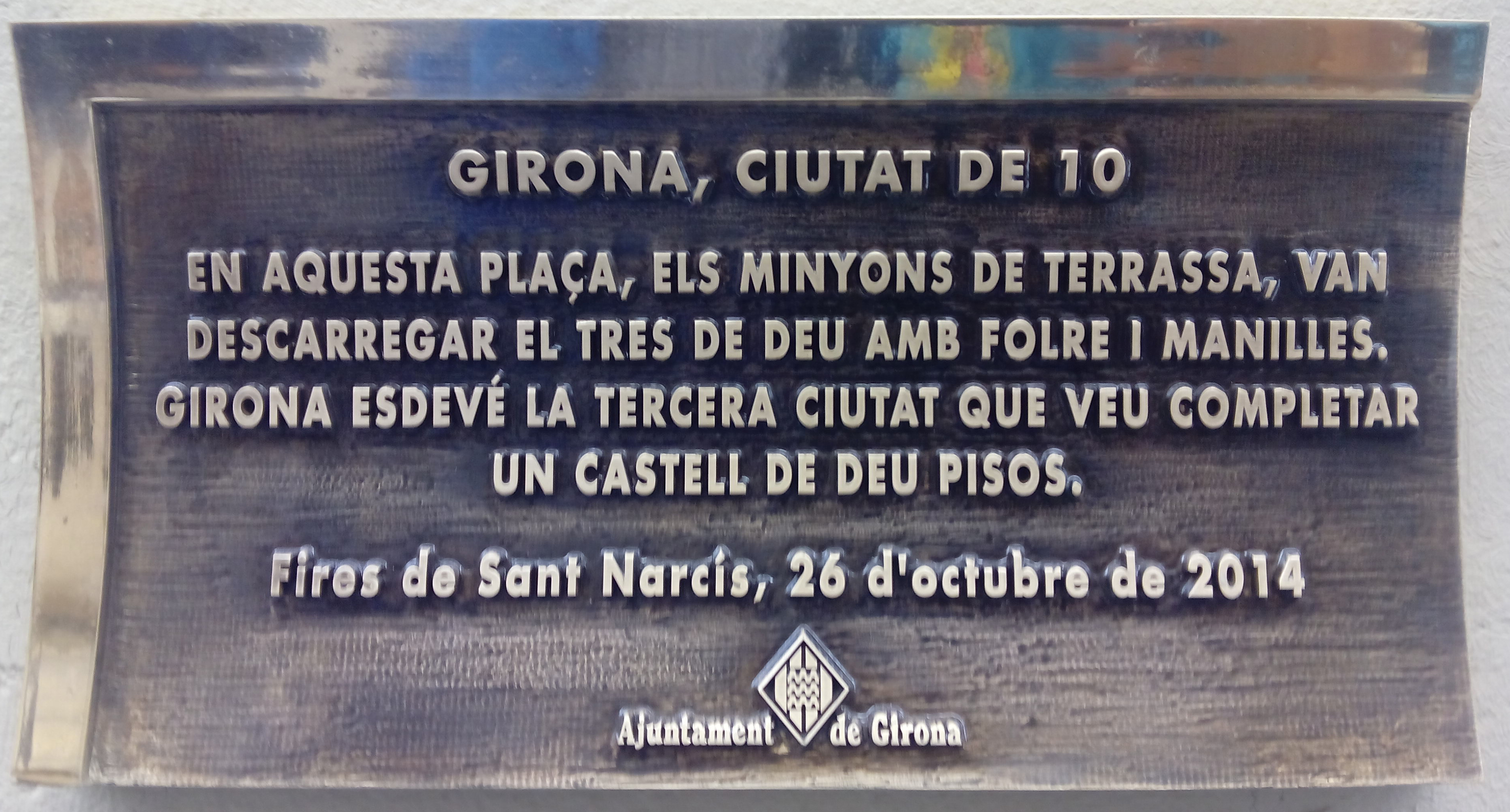
Segona placa a la plaça del Vi

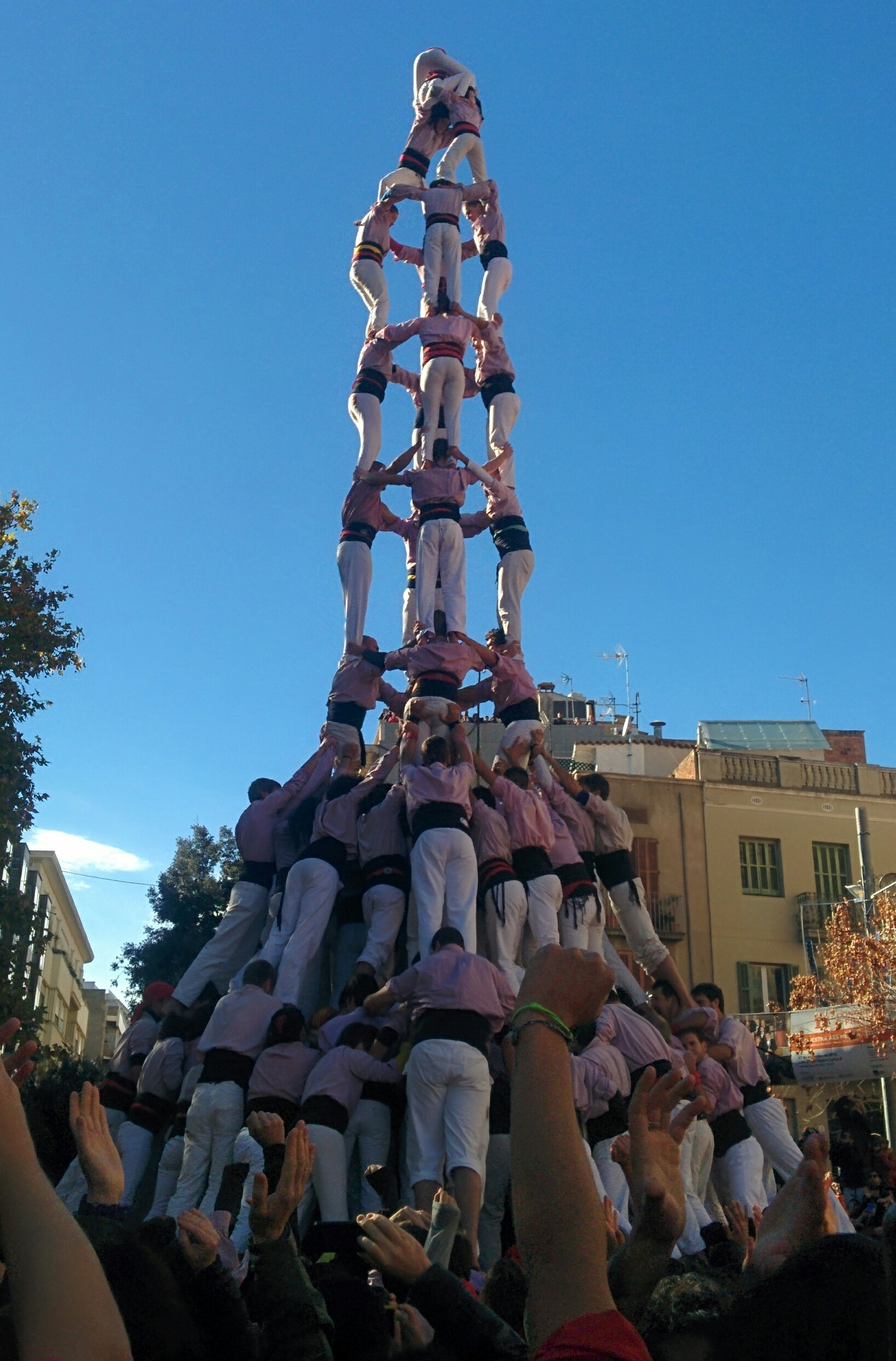
Primer 4 de 10 amb folre i manilles de la història, descarregat per la colla el 22 de novembre de 2015 a Terrassa

L'any 2008 té uns inicis també indecisos. La segona part de la temporada, però, estarà marcada per la recuperació d'un pilar molt segur que transmetrà prou confiança per afrontar nous reptes. Aquests es materialitzen amb l'assoliment d'un nou castell, el 3 de 8 amb l'agulla i, sobretot, en poder descarregar per primer cop el pilar de 8 amb folre i manilles (el 26 d'octubre a Girona), castell que no havien intentat més des del 2003, quan el van carregar per darrer cop.
Ja a la Diada de la Colla, el 16 de novembre, els Minyons de Terrassa tornen a situar-se a la primera plana de la castellística en ser la primera colla a aconseguir carregar l'inèdit 3 de 9 amb folre i l'agulla. En aquella Diada també basteixen l'inèdit vano de 6 complet.

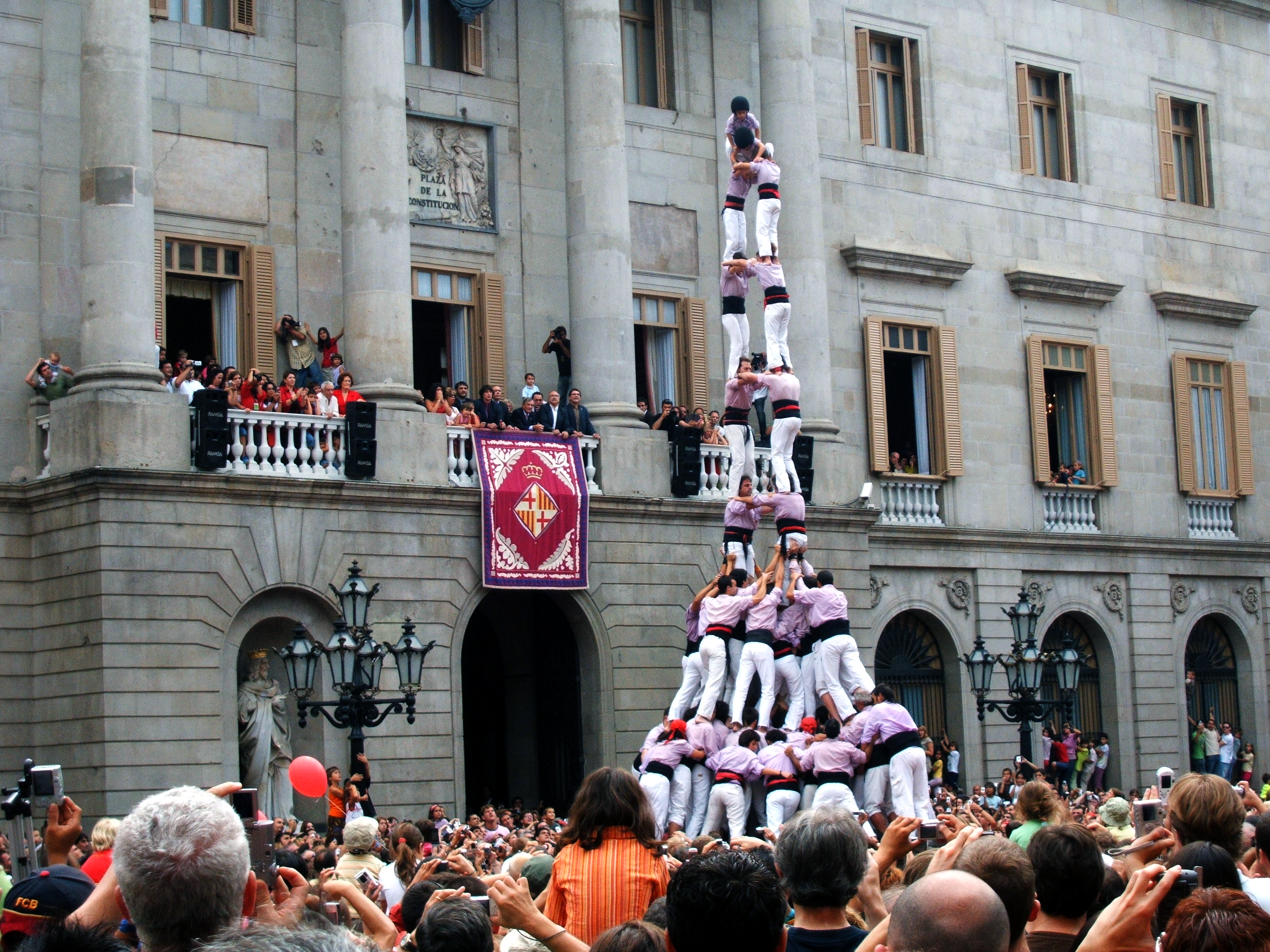
2 de 9 amb folre i manilles a la Plaça Sant Jaume de Barcelona (2006)

## Castells
La taula de continuació mostra la data, la diada i la plaça en què per primera vegada s'han descarregat, i en què s'han carregat en cas d'haver succeït amb anterioritat, cadascuna de les construccions que la colla ha assolit, ordenades cronològicament. Un asterisc (*) indica castells assolits per primera vegada al segle xx o xxi i dos (**), que fou el primer assolit de la història.
| Construcció                                | Data                   | Diada                                           | Plaça                                      | Nota |
| ------------------------------------------ | ---------------------- | ----------------------------------------------- | ------------------------------------------ | ---- |
| 3 de 9 amb folre i l'agulla                | 30 d'octubre de 2016   | Diada de Sant Narcís                            | Plaça del Vi, Girona                       |      |
| 4 de 10 amb folre i manilles**             | 22 de novembre de 2015 | XXXVII Diada dels Minyons de Terrassa           | Plaça Vella, Terrassa                      |      |
| 9 de 8                                     | 5 de juliol de 2014    | Vigília de la Festa Major de Terrassa           | Plaça Vella, Terrassa                      |      |
| 7 de 8                                     | 2 de juny de 2013      | Festa Major de Cornellà de Llobregat            | Plaça de l'Església, Cornellà de Llobregat |      |
| 3 de 9 amb folre i l'agulla (carregat)**   | 16 de novembre de 2008 | XXX Diada dels Minyons de Terrassa              | Raval de Montserrat, Terrassa              |      |
| Pilar de 8 amb folre i manilles            | 26 d'octubre de 2008   | Diada de Sant Narcís                            | Plaça del Vi, Girona                       |      |
| 3 de 8 amb l'agulla                        | 28 de setembre de 2008 | Diada de Sant Miquel                            | Plaça de la Paeria, Lleida                 |      |
| 4 de 9 amb folre i l'agulla (carregat)     | 21 de novembre de 1999 | XXI Diada dels Minyons de Terrassa              | Raval de Montserrat, Terrassa              |      |
| Pilar de 8 amb folre i manilles (carregat) | 17 d'octubre de 1999   | Diada dels Capgrossos de Mataró                 | Mataró                                     |      |
| 3 de 10 amb folre i manilles**             | 22 de novembre de 1998 | XX Diada dels Minyons de Terrassa               | Plaça Vella, Terrassa                      |      |
| Pilar de 7 amb folre                       | 25 d'octubre de 1998   | Diada de Sant Narcís                            | Plaça del Vi, Girona                       |      |
| 4 de 9 sense folre**                       | 25 d'octubre de 1998   | Diada de Sant Narcís                            | Plaça del Vi, Girona                       |      |
| Pilar de 6                                 | 18 d'octubre de 1998   | Diada dels Capgrossos de Mataró                 | Mataró                                     |      |
| 4 de 8 amb l'agulla                        | 17 d'octubre de 1998   | Diada dels Xicots de Vilafranca                 | Plaça de la Vila, Vilafranca del Penedès   |      |
| 4 de 8 amb l'agulla (carregat)             | 6 de setembre de 1998  | Festa Major de Sabadell                         | Plaça de Sant Roc, Sabadell                |      |
| 2 de 9 amb folre i manilles                | 24 de novembre de 1996 | XVIII Diada dels Minyons de Terrassa            | Raval de Montserrat, Terrassa              |      |
| 5 de 9 amb folre                           | 24 de novembre de 1996 | XVIII Diada dels Minyons de Terrassa            | Raval de Montserrat, Terrassa              |      |
| 5 de 9 amb folre (carregat)*               | 24 de setembre de 1995 | Diada de la Mercè                               | Plaça de Sant Jaume, Barcelona             |      |
| 2 de 9 amb folre i manilles (carregat)**   | 21 de novembre de 1993 | XV Diada dels Minyons de Terrassa               | Raval de Montserrat, Terrassa              |      |
| 4 de 9 amb folre                           | 22 de novembre de 1992 | XIV Diada dels Minyons de Terrassa              | Raval de Montserrat, Terrassa              |      |
| 4 de 9 amb folre (carregat)                | 17 de novembre de 1991 | XIII Diada dels Minyons de Terrassa             | Raval de Montserrat, Terrassa              |      |
| 3 de 9 amb folre                           | 19 de novembre de 1989 | XI Diada dels Minyons de Terrassa               | Raval de Montserrat, Terrassa              |      |
| 3 de 9 amb folre (carregat)                | 20 de novembre de 1988 | X Diada dels Minyons de Terrassa                | Plaça Vella, Terrassa                      |      |
| Pilar de 6 (carregat)                      | 24 de setembre de 1988 | Diada de la Mercè                               | Plaça de Sant Jaume, Barcelona             |      |
| 5 de 8                                     | 15 de novembre de 1987 | IX Diada dels Minyons de Terrassa               | Raval de Montserrat, Terrassa              |      |
| 2 de 8 amb folre                           | 15 de novembre de 1987 | IX Diada dels Minyons de Terrassa               | Raval de Montserrat, Terrassa              |      |
| 2 de 8 amb folre (carregat)                | 30 d'agost de 1987     | Diada de Sant Fèlix                             | Plaça de la Vila, Vilafranca del Penedès   |      |
| 3 de 8                                     | 1984                   |                                                 | Terrassa                                   |      |
| 4 de 8                                     | 24 de setembre de 1983 | Diada de la Mercè                               | Plaça de Sant Jaume, Barcelona             |      |
| 4 de 8 (carregat)                          | 21 de novembre de 1982 | IV Diada dels Minyons de Terrassa               | Raval de Montserrat, Terrassa              |      |
| 2 de 7                                     | 20 de novembre de 1982 | Vigília de la IV Diada dels Minyons de Terrassa | Terrassa                                   |      |
| 2 de 7 (carregat)                          | 5 de juliol de 1981    | Festa Major de Terrassa                         | Terrassa                                   |      |

## Reconeixements

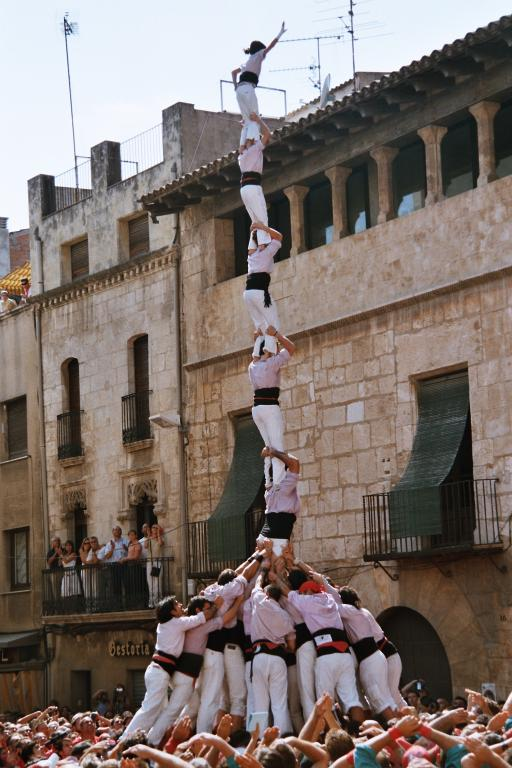
Pilar de 7 amb folre descarregat dels Minyons de Terrassa

- A la façana de l'Ajuntament de Terrassa, fins al 2010, hi van haver dues plaques commemoratives dedicades als Minyons,[26] i que es troben instal·lades al pati d'assaig de la casa Jacint Bosch, seu dels Minyons de Terrassa.
- L'any 1993, la Generalitat de Catalunya reconegué la ingent tasca dels Minyons de Terrassa amb la distinció de la Creu de Sant Jordi.[27]
- L'any 1995, els Minyons de Terrassa van rebre l'encàrrec honorífic de ser els portadors del Penó de la Ciutat en els actes de la Festa Major egarenca.[28]
- L'any 1995, es va concedir el títol de Terrassenc de l'any a Marc Roura i Tiana[29] (cap de colla dels Minyons les temporades 1994, 1995 i també 1998), en representació de l'extens col·lectiu de terrassencs que formen part important de la història dels castells des dels Minyons de Terrassa. Aquest títol és concedit pel Centre Cultural El Social des del 1969.
- Per la Festa Major del 1999, a l'emblemàtica plaça Vella de Terrassa, l'Ajuntament de la ciutat va col·locar una placa commemorativa en el mateix indret on els Minyons, el 22 de novembre del 1998, van descarregar per primer cop a la història un castell de deu pisos: el 3 de 10 amb folre i manilles.[26]

## Incorporació de la dona al món casteller
Els castells, durant gairebé dos-cents anys, havien estat una activitat purament masculina, amb alguna col·laboració esporàdica i anecdòtica d'alguna persona del sexe femení propera a l'activitat castellera per lligams bàsicament familiars. No és fins a l'aparició dels Minyons de Terrassa l'any 1979, una colla que neix en un context de reivindicació, modernitat i progressisme, que la dona s'incorpora en situació d'igualtat al fet casteller. En el si dels Minyons, ni es planteja el fet que la dona pugui ser exclosa d'una activitat cultural, lúdica, festiva i, fins i tot, físicament dura com són els castells. Fins llavors, com a molt podia ser l'enxaneta, però no participava en la dinàmica de la colla ni ocupava altres posicions del tronc del castell, nucli o pinya. A partir de llavors la cosa canviaria rotundament.
Els Minyons de Terrassa, que aviat destaquen pel seu progrés tècnic, presenten uns troncs formats, des del primer moment, per homes i dones indiferentment. Ben aviat, quan els seus castells són model d'innovació tècnica pel que fa a perfecció i esveltesa, una de les claus principals i més importants d'aquest èxit és la introducció de dones, respecte a les colles de la zona tradicional, en posicions claus per l'evolució i desenvolupament tècnic de les construccions humanes: tant als troncs dels castells, com a les pinyes, folres, etc. L'escepticisme i les crítiques dels sectors més refractaris als canvis són aviat eclipsades pels resultats més que excel·lents d'una proposta que, al pas al segle xxi, no pot ser qüestionada amb cap mena d'argument.

## Curiositats
El capítol "Els bons Minyons" de la sèrie de falsos documentals El teorema del mico, emesa per TV3 el juliol del 2023, gira totalment al voltant de la teoria de quin és el secret del seu èxit: són cèlibes, no practiquen el sexe. Aquesta és l'estratègia dels malves per aconseguir tan bons resultats a les places castelleres catalanes, fins que un dia una parella trenca la norma. L'escàndol arriba a oïda de la junta, que fins i tot es planteja la dissolució de la colla, ja que diversos castellers confessen que tampoc han mantingut el celibat. En aquest fals documental, el cap de colla és en Biel Duran, l'actor que havia estat enxaneta dels Minyons com s'hi veu en imatges reals del seu moment, i també hi surt, en el seu paper real de comentarista casteller, el periodista Agustí Forné.